# Список кавалеров ордена «Гейдар Алиев»
Список кавалеров ордена «Гейдар Алиев» — высшая государственная награда Азербайджана. Орден учрежден согласно Указу Президента Азербайджана Ильхама Алиева от 28 апреля 2005 года, утвержденного Законом Милли Меджлиса Азербайджана № 896-IIQ от 22 апреля 2005 года. С 2005 года этого ордена удостоены 27 человек.
Из 27 награждённых орденом «Гейдар Алиев» 11 являются гражданами Азербайджана, а 16 — гражданами зарубежных стран. 14 из награжденных орденом на момент награждения были главами государства.
Из 27 награжденных орденом только две женщины — Мехрибан Алиева и Зейнаб Ханларова.
Ильхам Алиев (43 года) был самым молодым среди награждённых орденом «Гейдар Алиев», а Ихсан Дограмаджи (90 лет) был самым старшим.

## Кавалеры
| — Согласно статье 2 статуса ордена «Гейдар Алиев», Ильхам Алиев награждён орденом «Гейдар Алиев». |

| — За особые заслуги в установлении и развитии научных и культурных связей между Турцией и Азербайджаном Ихсан Али-паша оглу Дограмаджи награждён орденом «Гейдар Алиев». |

| — Жак Ширак награждён орденом «Гейдар Алиев» за особые заслуги в развитии отношений дружбы и сотрудничества между Францией и Азербайджаном. |

| — За заслуги в развитии международных культурных связей и музыкального искусства Азербайджана Мстислав Ростропович награждён орденом «Гейдар Алиев». |

| — Виктор Ющенко награждён орденом «Гейдар Алиев» за особые заслуги в развитии дружбы и сотрудничества между Украиной и Азербайджаном. |

| — За выдающиеся заслуги в развитии азербайджанской культуры Таир Теймур оглы Салахов награждён орденом «Гейдар Алиев». |

| — Сабах аль-Ахмад аль-Джабир ас-Сабах будет награждён орденом «Гейдар Алиев» за особые заслуги в развитии отношений дружбы и сотрудничества между Государством Кувейт и Азербайджаном. |

| — Лех Качиньский должен быть награждён орденом «Гейдар Алиев» за особые заслуги в развитии отношений дружбы и сотрудничества между Польшей и Азербайджаном. |

| — Валдис Затлерс должен быть награждён орденом «Гейдар Алиев» за особые заслуги в развитии отношений дружбы и сотрудничества между Латвией и Азербайджаном. |

| — За особые заслуги в развитии отношений дружбы и сотрудничества между Румынией и Азербайджаном Траян Бэсеску должен быть награждён орденом «Гейдар Алиев». |

| — За особые заслуги в развитии отношений дружбы и сотрудничества между Болгарией и Азербайджаном Георгий Пырванов должен быть награждён орденом «Гейдар Алиев». |

| — Эмомали Рахмон должен быть награждён орденом «Гейдар Алиев» за особые заслуги в развитии отношений дружбы и сотрудничества между Таджикистаном и Азербайджаном. |

| —Ариф Джахангир оглы Маликов должен быть награждён орденом «Гейдар Алиев» за выдающиеся заслуги в развитии азербайджанской культуры. |

| — За особые заслуги в развитии отношений дружбы и сотрудничества между Турцией и Азербайджаном Абдуллах Гюль должен быть награждён орденом «Гейдар Алиев». |

| — Виктор Янукович должен быть награждён орденом «Гейдар Алиев» за особые заслуги в развитии отношений дружбы и сотрудничества между Украиной и Азербайджаном. |

| — Реджеп Тайип Эрдоган должен быть награждён орденом «Гейдар Алиев» за особые заслуги в развитии дружественных и братских отношений между Турцией и Азербайджаном. |

| — Мехрибан Ариф гызы Алиева должна будет награждена орденом «Гейдар Алиев» за эффективную деятельность в развитии культуры, образования, здравоохранения и спорта в Азербайджане, за широкую пропаганду культурного наследия азербайджанского народа в международном масштабе, а также за её заслуги в организации I Европейских игр. |

| — Александр Лукашенко должен быть награждён орденом «Гейдар Алиев» за особые заслуги в развитии отношений дружбы и сотрудничества между Беларусью и Азербайджаном. |

| — За особые заслуги в развитии азербайджанской культуры Зейнаб Яхья гызы Ханларова должна быть награждена орденом «Гейдар Алиев». |

| — Нурсултан Назарбаев должен быть награждён орденом «Гейдар Алиев» за особые заслуги в развитии отношений дружбы и сотрудничества между Казахстаном и Азербайджаном. |

| — Омар Гасан оглы Эльдаров должен быть награждён орденом «Гейдар Алиев» за особые заслуги в развитии азербайджанской культуры. |

| — Серджио Маттарелла должен быть награждён орденом «Гейдар Алиев» за особые заслуги в развитии отношений дружбы и сотрудничества между Азербайджаном и Италией. |

| — За особые заслуги в области формирования государственно-религиозных отношений, утверждения национальной солидарности и духовно-нравственных ценностей шейхулислам Гаджи Аллахшукюр Хуммет оглы Пашазаде должен быть награждён орденом «Гейдар Алиев». |

| — Рамиз Анвар оглы Мехтиев должен быть награждён орденом «Гейдар Алиев» за эффективные и многолетние специальные заслуги в сфере государственного управления и развития науки в Азербайджане. |

| — За заслуги в развитии нефтяной промышленности Азербайджана и многолетнюю эффективную деятельность Юсифзаде Хошбахт Баги должен быть награждён орденом «Гейдар Алиев». |

| — За заслуги в развитии азербайджанской культуры и многолетнюю эффективную общественно-политическую деятельность Полад Бюльбюоглу должен быть награждён орденом «Гейдар Алиев». |

| — За многолетнюю плодотворную деятельность в общественно-политической жизни Азербайджанской Республики и исключительные заслуги на государственной службе наградить Артура Таир оглу Раси-заде орденом «Гейдар Алиев».. |

## Галерея
- Вручение ордена "Гейдар Алиев" Эмомали Рахмону президентом Азербайджанской Республики Ильхам Алиевым
- Вручение ордена "Гейдар Алиев" Нурсултану Назарбаеву  президентом Азербайджанской Республики Ильхам Алиевым
- Вручение ордена "Гейдар Алиев" Серджо Матарелло президентом Азербайджанской Республики Ильхам Алиевым
- Вручение ордена "Гейдар Алиев" Поладу Бюльбюль оглы президентом Азербайджанской Республики Ильхам Алиевым
- Вручение ордена "Гейдар Алиев" Рамизу Мехтиеву президентом Азербайджанской Республики Ильхам Алиевым
- Вручение ордена "Гейдар Алиев" Арифу Меликову президентом Азербайджанской Республики Ильхам Алиевым
- Вручение ордена "Гейдар Алиев" Омару Эльдарову президентом Азербайджанской Республики Ильхам Алиевым